# Fray Marcos
Ne doit pas être confondu avec Fray Marcos de Niza.
Fray Marcos est une ville de l'Uruguay située dans le département de Florida. Sa population est de 2 509 habitants.

## Population
| Année | Population |
| ----- | ---------- |
| 1963  | 1 401      |
| 1975  | 1 568      |
| 1985  | 1 676      |
| 1996  | 2 053      |
| 2004  | 2 509      |

Référence,: